# Sasha Grey
Sasha Grey (rođena kao Marina Ann Hantzis, 14. ožujka 1988.) je bivša američka pornografska glumica koja je također aktivna i u igranim filmovima, manekenstvu i glazbi. Članica je elektronskog glazbenog benda aTelecine.
Grey je osvojila nekoliko prestižnih AVN nagrada između 2007. i 2010. godine. Sudjelovala je u nekoliko glazbenih spotova i reklamnih kampanja. 2008. godine priznati redatelj Steven Soderbergh uzeo ju je za glavnu glumicu u svom filmu The Girlfriend Experience.

## Rani život
Grey je rođena i odrasla u North Highlands, država Kalifornija u radničkoj obitelji. Njezina majka radila je u državnoj službi, a otac je bio mehaničar grčko-američkog podrijetla. Roditelji su se razveli kad joj je bilo 5 godina pa ju je odgojila isključivo majka koja se 2000. godine preudala. Grey je istaknula da se kod kuće osjećala loše nakon što je očuh došao živjeti s njima i kao rezultat toga, u dobi od 16 godina, odlučila je otići. Do danas je ostalo nejasno je li zbilja napustila dom ili ne, ali je nekoliko puta izjavila da, unatoč svemu onome što radi, još uvijek ima solidan odnos s roditeljima.
Grey je pohađala četiri različite srednje škole (među njima i onu u Highlands High) u kojima je bila nezadovoljna iako se treba napomenuti da je maturirala godinu dana ranije, u dobi od 17 godina. U jesen 2005. godine upisala je juniorski koledž i pohađala predmete iz filma, plesa i glume.
Radila je kao konobarica u restoranu do ožujka 2006. godine i uštedila 7 tisuća dolara kako bi se preselila u Los Angeles.

## Karijera

### Filmovi za odrasle
U svibnju 2006. godine Grey se preselila u Los Angeles i započela svoju karijeru u porno industriji netom nakon što je navršila 18 godina života. U početku je kao umjetničko ime željela uzeti Anna Karina, prema poznatoj glumici iz francuskog novog vala, ali se na kraju ipak odlučila za trenutno ime. Ime "Sasha" uzela je od Sashe Konietzko iz glazbenog benda KMFDM, a "Grey" prezentira poznatu knjigu Slika Doriana Graya autora Oscara Wildea i Kinseyjevu ljestvicu seksualnosti. Njezina prva scena u porno filmu bila je orgija s popularnim glumcem Roccom Siffredijem u filmu The Fashionistas 2 redatelja Johna Stagliana. Samo šest mjeseci nakon ulaska u porno industriju, proglasili su je potencijalnom velikom zvijezdom, možda čak i nasljednicom Jenne Jameson.
Manje od godinu dana nakon početka profesionalne porno karijere, u siječnju 2007. godine, Grey je osvojila dvije prestižne AVN nagrade za najbolju seks scenu u troje i najbolju grupnu seks scenu. Također je bila nominirana za najbolju nadolazeću zvijezdu. Za srpanjsko izdanje časopisa Pet of the Month fotografirao ju je priznati Terry Richardson. 2008. godine postala je najmlađom dobitnicom AVN nagrade u kategoriji najbolje glavne glumice kao i u kategoriji najbolje scene oralnog seksa.
U prosincu 2006. godine gostovala je u popularnoj emisiji The Insider. U veljači 2007. godine pojavila se u The Tyra Banks Show u kojem je diskutirala o tinejdžerima u porno industriji. Nakon što je emisija emitirana, pojavile su se glasine da je gotovo u cijelosti bila montirana i da je iz završne verzije bio izbačen njezin govor u kojem brani svoju odluku o odlasku u porno industriju. Prosinačko izdanje časopisa Rolling Stone sadržavao je editorijal o Sashi Grey.
Grey prezentira samu sebe u porno industriji kroz vlastitu agenciju L.A. Factory Girls. Posebno je istaknula da se divi radu redatelja/producenta Andrewa Blakea i glumici/redateljici Kimberly Kane.
A. O. Scott iz New York Timesa opisao je njezinu pornografsku karijeru kao "vrlo karakterističnu zbog ekstremnih stvari na koje je spremna u pojedinim scenama i stupnju intelektualne ozbiljnosti kojom pristupa istim".

### Manekenska karijera
Grey se nalazi na naslovnici albuma Zeitgeist skupine The Smashing Pumpkins iz 2007. godine, a također se pojavljuje i u njihovom glazbenom spotu za pjesmu "Superchrist". Grey se također pojavljuje i u glazbenom spotu "Birthday Girl" skupine The Roots.
Modelirala je za francuskog dizajnera Maxa Azriju za marku Manoukian, za talijansku obuću marke Forfex u međunarodnoj kampanji te za American Apparel. Također je modelirala i za Richarda Kerna. Pojavila se i u Taschenovoj 25. obljetnici reprinta Terryworlda Terryja Richardsona. Među drugim kolaboracijama s Richardsonom svakako treba spomenuti i onu za Wives, Wheels, Weapons, kampanju koja je pratila knjigu Bright Shiny Morning autora Jamesa Freya. Također je radila kao manekenka za Jamesa Jeana, Frederica Poinceleta, Zaka Smitha i Davida Choea.
U siječnju 2010. godine Grey se pojavila potpuno gola u kampanji za PETA-u. 
U izdanju Playboya iz listopada 2010. godine pojavila se na naslovnici i u editorijalu unutar časopisa.

### Glumačka karijera
Grey se pojavila s Jamesom Gunnom u epizodi njegove serije "PG Porn", a ostvarila je i cameo ulogu u nezavisnom filmu Quit redatelja Dicka Rudea. U niskobudžetnoj crnoj komediji kanadske produkcije iz 2009. godine, filmu Smash Cut, glumi TV novinarku koja odlazi na tajni zadatak na kojem se pretvara da je glumica u horor filmu kako bi otkrila ubojicu svoje starije sestre.
U ožujku 2010. godine Grey je glumila aseksualnu kršćanku u horor filmu Hallows, redatelja Richarda O'Sullivana.
Pored filma, Grey je dobila epizodnu ulogu u sedmoj sezoni vrlo popularne HBO-ove serije Entourage u kojoj je glumila izmišljenu verziju same sebe. Njezin lik postao je nova djevojka lika Vincenta Chasea i ta se priča provlači kroz nekoliko epizoda.

#### The Girlfriend Experience
U filmu The Girlfriend Experience slavnog redatelja Stevena Soderbergha (dobitnika nagrade Oscar za film Traffic), Grey glumi glavnu ulogu, eskort djevojku "Chelsea" koju unajmljuje klijent da mu glumi curu. Soderbergh se odlučio baš za nju nakon što je pročitao članak u Los Angeleskom časopisu u kojem, između ostalog, piše: "Mislim da je ona nova vrsta glumica. Ne čini se kao tipičnom djevojkom koja završi u porno industriji... Nikad prije nisam čuo da netko o toj industriji priča na način na koji to radi Sasha." Novinar Scott Macaulay smatra da je na njezino dobivanje uloge utjecala i njezina zainteresiranost za nezavisnu filmsku produkciju kao i za nezavisne redatelje, prvenstveno za francuskog redatelja Jeana-Luca Godarda, ali i za Harmonyja Korinea, Davida Gordona Greena, Michelangela Antonionija i Williama Kleina.
Kako bi se što bolje pripremila za ulogu u filmu The Girlfriend Experience, Soderbergh je zamolio Grey da pogleda Godardove filmove Vivre sa vie i Pierrot le fou. Prvi film progovara o prostituciji dok je drugi preporučen zbog boljeg shvaćanja odnosa likova. Grey i Soderbergh također su zajedno intervjuirali dvije prave eskort djevojke i od njih "posudili" ponašanje i općeniti karakter. Grey je izjavila da se odlučila igrati lik Chelsea dijelom i zbog toga da makne predrasude o sebi samoj. Dok Grey sebe opisuje kao samosvjesnu i introspektivnu kad su u pitanju seksualni izbori, Chelseaju uglavnom kontrolira njezina vlastita taština.
Sam film i njezina gluma dobili su miješane kritike. 
U travnju 2009. godine u jeku press kampanje za film, Grey je posjetila sveučilište Brandeis gdje je dala intervju blogeru Scottu Feinbergu iz Los Angeles Timesa, nakon čega je uslijedio "Q & A" s preko 300 studenata.

#### I Melt With You
Grey je glumila jednu od glavnih uloga u hororu I Melt With You. Film je u kina stigao 2011. godine.

### Glazbena karijera
2008. godine Grey je započela glazbenu kolaboraciju nazvanu aTelecine s Pablom St. Francisom. Njihov prvi "EP" zove se AVigillant Carpark. Otpjevala je i nekoliko pjesama na albumu Aleph at Hallucinatory Mountain skupine Current 93. Iako Narnack Records navodi da gostuje na 54-tom studijskom albumu regge ikone Leeja "Scratch" Perryja, on je to demantirao. Grey redovito nastupa kao DJ u SAD-u i Kanadi.

### Knjiga
Prva knjiga Sashe Grey zove se Neü Sex, a izdana je u ožujku 2011. godine. Druga knjiga, "Juliette Society", izdana je 2013. godine, a već sljedeće godine je izdana i kod nas pod nazivom "Klub Juliette".

## Privatni život
Još od 2006. godine Grey razvija autobiografski dokumentarac kojim ilustrira svoja iskustva u dobi između 18 i 21 godine.
U intervjuu za časopis Rolling Stone 2009. godine navedeno je da je zaručena za filmaša Iana Cinnamona.

## Nagrade
- 2007 AVN nagrada za najbolju seks scenu u troje u filmu Fuck Slaves (zajedno sa Sandrom Romain i Mauelom Ferrarom)
- 2007 AVN nagrada za najbolju scenu grupnog seksa u filmu Fashionistas Safado: The Challenge
- 2007 XRCO nagrada za najbolju novu zvijezdu
- 2007 Jedna od 20 najboljih glumica u porno industriji prema izboru Adultcona
- 2008 AVN nagrada za najbolju scenu oralnog seksa u filmu Babysitters
- 2008 AVN nagrada za najbolju glumicu godine
- 2008 XRCO nagrada za najbolju glumicu godine
- 2009 XRCO nagrada za najomiljeniju glumicu
- 2009 Genesis nagrada za najveću porno zvijezdu godine
- 2010 AVN nagrada za najbolju scenu analnog seksa u filmu Anal Cavity Search 6
- 2010 AVN nagrada za najbolju scenu oralnog seksa u filmu Throat: A Cautionary Tale
- 2010 AVN nagrada za najveću sličnost godine s glumicom Jennom Jameson
- 2010 XRCO nagrada za najomiljeniju glumicu
- 2010 F.A.M.E. nagrada za najomiljeniju oralnu glumicu